# Marc Acardipane
De Duitser Marc Trauner beter bekend onder het alias Marc Acardipane (Frankfurt am Main, 7 april 1969) is een van de grondleggers van de hardcore house. Hij heeft de eerste hardcore-track aller tijden geproduceerd onder het alias Mescalinum United met de song We have arrived. Andere pseudoniemen die hij gebruikte waren onder andere The Mover, Pilldriver, Marshall Masters en Resident E en PCP. Hij startte het label Planet Core Productions (PCP), dat Acardipane in 1989 samen met Thorsten Lambart (alias Don Demon/Slam Burt) oprichtte.

## Discografie
- 1990 - Mescalinum United - We have arrived
- 1993 - Rave Creator - Bleep Blaster
- 1993 - Ace the space - Nine is a classic
- 1994 - Masters of Rave - Are you with me?
- 1994 - Leathernecks - At war
- 1994 - Smash - Korreckte Atmosphere (ist diese Bassdrum korreckt?)
- 1994 - Turbulence 'n Terrorists - Six million ways to die
- 1994 - 6Pack - Drunken Piece of shit
- 1994 - Rave Creator & The Mover - Atmos-fear
- 1995 - Nasty Django - Hardcore Motherfucker
- 1995 - Inferno Bros. - Slaves to the rave
- 1995 - Marshall Masters - Stereo Murder (Don't touch that stereo)
- 1996 - Nasty Django & Cirillo - Deal with beats
- 1996 - Pilldriver - Pitchhiker
- 1996 - Rave Creator - A new mind
- 1997 - Rave Creator - Into Sound
- 1997 - Pilldriver - Apocalypse Never
- 1997 - Marshall Masters - I like it loud
- 2002 - Marshall Masters feat. Dick Rules - I like it loud 2002
- 2003 - Scooter vs Marc Acardipane & Dick Rules - Maria (I like it loud)
- 2005 - Stereo Killa (met: The Prophet)